# Marcel Mihalovici
Marcel Mihalovici (* 22. Oktober 1898 in Bukarest; † 12. August 1985 in Paris) war ein rumänisch-französischer Komponist.

## Leben

### Jugend und Ausbildung in Rumänien
Aufgewachsen in einer wohlhabenden Familie in Bukarest mit den Eltern Michael und Helene Mihalovici und vier Brüdern, erhielt Mihalovici früh ersten Violinunterricht bei Franz Fischer und Benjamin Bernfeld. Geregelten Harmonielehreunterricht erteilte ihm in Rumänien der Komponist Dimitrie Cuclin, Kontrapunktunterricht Robert Cremer. Zu den Jugendwerken zählen eine nicht erhaltene Oper Chitra, Lieder nach Texten von Goethe, Klopstock, Bethge und Klabund sowie Klavierstücke. Im Frühling 1919 empfahl George Enescu Mihalovicis Eltern, nach Prüfung von dessen Kompositionen, diesen zu Vincent d’Indy an die Schola Cantorum nach Paris zu schicken.

### Übersiedelung nach Paris
Im Sommer desselben Jahres reiste Mihalovici über Berlin, wo er einen seiner Brüder besuchte, nach Paris und schrieb sich sofort an der Schola als Student ein. Dort besuchte er zwischen 1919 und 1925 den Kompositionsunterricht bei Vincent d’Indy, er studierte Harmonielehre bei Léon Saint-Réquier und bei dessen Stellvertreter Paul Le Flem, den er sehr schätzte. Besonders inspirierte Mihalovici die Welt des gregorianischen Chorals, die er durch Amédée Gastoué entdecken konnte. Im Violinspiel bildete er sich bei Nestor Lejeune weiter und schloss den Unterricht mit dem Prädikat »très bien« ab. Ein Diplom erwarb Mihalovici nicht. 
Noch während des Studiums entwickelte Mihalovici eine intensive künstlerische Tätigkeit in Paris, etwa in Zusammenarbeit mit der rumänischen Tänzerin Lizica Codreanu und dem russischen Malerpaar Michail Larionow und Natalja Gontscharowa. Zudem war er eng mit dem Bildhauer Constantin Brâncuși und der Künstlerin Irène Codreanu aus Rumänien befreundet. In avantgardistischen Produktionen der Jahre 1921 bis 1925 mit Lizica Codreanu erklangen die Werke Prélude antique und Une vie de Polichinelle, zu denen Codreanu tanzte. Mit Larionow, Gontscharowa und Frank Martin arbeitete Mihalovici 1924 bei der Aufführung seines Balletts Karagueuz op. 23 zusammen. Mehrfach (1919, 1921 und 1925) gewann Mihalovici den Prix national de composition George Enescu. Seine Werke, etwa das Streichquartett op. 10, wurden in Pariser Musikgesellschaften wie der Société Musicale Indépendante gegeben, die Orchesterstücke Notturno und Fantaisie op. 26 erklangen in den Concerts Straram.
Ab 1928 erschienen insgesamt sieben Werke Mihalovicis im Verlag La Sirène musicale von Michel Dillard in Paris, für deren Propagierung eigens Konzerte veranstaltet wurden, bei denen auch Kompositionen von Bohuslav Martinů, Conrad Beck und Tibor Harsányi ertönten. Erst ab 1932 wurde diese Komponistengruppe von der Presse – und von Mihalovici selbst – mit der École de Paris, zu der auch bildende Künstler gehörten, in Verbindung gebracht. Zu dieser «École de Paris», einem Sammelbecken Pariser Künstler meist aus dem Ausland, gehörten auch Alexandre Tansman und Alexander Tscherepnin, die eng mit Mihalovici befreundet waren. Aus den 1930er Jahren stammt das zeichnerische Werk von Mihalovici; neben Skizzen in Tusche und Bleistift auch zwei großformatige Bilder, die Irène und Lizica Codreanu darstellen.
Bis Anfang 1931 lebte Mihalovici an der Rue Monsieur le Prince 56, anschließend an der Avenue de Châtillon 44bis. Ab August 1937 bis zu seinem Lebensende wohnte Mihalovici an der Rue du Dragon 15. Er blieb in Paris und wurde französischer Staatsbürger. Im Jahre 1932 gründete Mihalovici zusammen mit Pierre-Octave Ferroud und namhaften Pariser Komponisten, gestützt von einem internationalen Komitee, die Kammermusikgesellschaft Le Triton. Diese Institution, die bis 1939 Konzerte veranstaltete, verstand sich als offenes Forum für die Präsentation zeitgenössischer Werke aus dem In- und Ausland. Im Rahmen von Triton erklangen verschiedene Werke von Mihalovici, so 1933 die Sonate op. 35, 1934 die Suite de Karagueuz op. 23, 1935 Divertissement op. 38 und im letzten Konzert von Triton eine Frühfassung der Toccata op. 44. 
Am Musikfest der IGNM in Barcelona traf Mihalovici 1936 mit Paul Sacher zusammen, der ihn ab diesem Zeitpunkt aktiv mit Kompositionsaufträgen und durch die Aufführung von Werken förderte. Im Rahmen der Musikfeste der IGNM konnte Mihalovici mehrfach (1930, 1936, 1939, 1949 und 1952) eigene Werke präsentieren. Vor dem Zweiten Weltkrieg verbrachte Mihalovici regelmäßig die Sommermonate in seiner rumänischen Heimat. Bis zur Exilzeit in Cannes entstanden die Werke Toccata op. 44, Prélude et invention op. 42 und die erste Oper L’intransigeant Pluton op. 27.

### Exil in Cannes
Im Zuge der Besetzung von Paris musste Mihalovici, der jüdischen Glaubens war, im Sommer 1940 zusammen mit Irène und Lizica Codreanu sowie deren Sohn François nach Cannes ins Exil flüchten. Manchmal kam die Pianistin Monique Haas, die spätere Ehefrau von Mihalovici, auf Besuch. Im Exil entstanden die Sonaten op. 45 und op. 47, Ricercari op. 46 für Klavier und bis 1944 das Bekenntniswerk Symphonies pour le temps présent op. 48. Die Exilzeit durchlitt Mihalovici geduldig, ertrug das Schicksal, die ständige Angst und das unerträgliche Warten, nur schwer. Nachdem Beamte der Gestapo mehrfach die Wohnung von Mihalovici durchsucht und seinen Exilort herausgefunden hatten, musste dieser bis zum Ende der Deutschen Besetzung Frankreichs im Zweiten Weltkrieg untertauchen und hielt sich vorübergehend bei Freunden in Mont-Saint-Léger auf. In jener Zeit partizipierte er mit einem Komitee der Front national (Résistance), die sich aktiv für die Werke von Komponisten einsetzte, die von den Nationalsozialisten verfolgt worden waren.

### Rückkehr nach Paris
Ab 1945 arbeitete Mihalovici intensiv für das neu erstarkte französische Radio und verfasste für den Club d’Essai nicht nur Radiomusik zum Thema antike Tragödie, sondern 1948 auch die Oper Phèdre op. 58 in Zusammenarbeit mit Yvan Goll. Zudem war er für eine Konzertreihe verantwortlich. Eine Reise nach Palästina im Frühling 1947 brachte die erste Zusammenkunft mit der Familie nach dem Ende des Krieges. Noch vor der Erstsendung von Phèdre im französischen Radio im April 1950 führte Paul Sacher in Basel die Variations op. 54 auf und bestellte kurze Zeit später ein kurzes Orchesterwerk, das unter dem Titel Sinfonia giocosa op. 65 am 14. Dezember 1951 in Basel uraufgeführt wurde.

### Mihalovici und das deutsche Musikleben
Die Tätigkeit von Mihalovici im deutschsprachigen Raum intensivierte sich damals nicht nur in der Zusammenarbeit mit dem Dirigenten Ferdinand Leitner, der am 9. Juni 1951 die szenische Uraufführung von Phèdre op. 58 in Stuttgart leitete, sondern auch durch die Bekanntschaft mit dem Musikwissenschaftler Heinrich Strobel. Für die von ihm organisierten Donaueschinger Musiktage komponierte Mihalovici die Étude en deux parties op. 64 und durch dessen Einsatz gelangte am 1. März 1953 die Sinfonia partita op. 66 mit dem Südwestfunkorchester zur Uraufführung. Auch Sacher setzte sich 1954 mit der Uraufführung der Funkoper Die Heimkehr op. 70 erneut für Mihalovici ein. Meist verbrachten Mihalovici und Haas den Sommer in jener Zeit auf dem Lande, etwa in La Chapelle-en-Serval, wo Mihalovici Kompositionsprojekte vorantrieb und Haas das Programm der kommenden Saison vorbereitete. Diese Aufteilung des Jahres in eine längere Sommerpause außerhalb von Paris, während der intensiv gearbeitet wurde, und eine aktive Konzerttätigkeit ab Herbst sollte sich in den folgenden Jahren bewähren.
Eine erste Auszeichnung für sein kompositorisches Werk erlangte Mihalovici 1955 mit der Verleihung des Ludwig-Spohr-Preis der Stadt Braunschweig. In Braunschweig erklangen in den folgenden Jahren durch den Einsatz des Dirigenten Heinz Zeebe mehrere Werke von Mihalovici, so 1955 Elégie op. 72, 1956 Phèdre op. 58, 1957 Thésée au labyrinthe und im Jahre 1959 Alternamenti op. 74. Mit George Enescu starb 1955 Mihalovicis Förderer und Freund, dessen fragmentarisches Werk Mihalovici auf Bitte von Enescu teilweise ergänzte. Während eines dreimonatigen Aufenthaltes in Australien, Haas war dort auf Konzertreise, begann Mihalovici 1955 mit dem groß angelegten Chor- und Orchesterwerk Sinfonia cantata op. 88, die am 24. November 1964 in Paris uraufgeführt wurde und zu den Hauptwerken von Mihalovici zählt.
Zwischen 1958 und 1962 kehrte Mihalovici für kurze Zeit, nach seiner Studienzeit, nun als Lehrer an die Schola Cantorum von Paris zurück und unterrichtete »morphologie«, also Formenlehre. Diese Tätigkeit übte Mihalovici aber mit wenig Begeisterung nur wenige Jahre aus. Vielmehr investierte er seine Kräfte in neue Kompositionsprojekte, wie etwa eine Oper mit dem Freund Samuel Beckett, die seit Mai 1959 geplant war und im Juli 1960 mit der Vollendung der Partitur zu Krapp op. 81 abgeschlossen werden konnte. Die englische und deutsche Übersetzung des französischen Librettos entstand in Zusammenarbeit mit Samuel Beckett und Elmar Tophoven im Frühling 1960. Nach einer ausgedehnten Sommerpause erfolgten erste Vorbereitungen für die Aufführung im November 1960 und Januar 1961 und die Uraufführung selbst in Bielefeld am 25. Februar 1961. In diesem erfolgreichen Jahr erhielt Mihalovici zudem den Kompositionspreis der Copley Stiftung Chicago, in deren Beirat Darius Milhaud mitwirkte.

### Tätigkeit für das französische Radio und Opernerfolge
Ende 1960 hatte Mihalovici seine Sinfonia variata op. 82, die durch Igor Markevitch in Auftrag gegeben worden war, vollendet. Die Uraufführung am 5. Januar 1962 erfolgte später allerdings durch das Tonhalle-Orchester Zürich unter der Leitung von Hans Rosbaud, der das Œuvre von Mihalovici schätzte und stark förderte. In jener Zeit engagierte sich Mihalovici erneut aktiv beim französischen Radio. Er wurde Mitglied des Comité de la Musique, das die Aufgabe hatte, zeitgenössische Werke für die Rundfunkproduktion auszuwählen. Er wirkte bis 1964, als das französische Radio grundlegend umgestaltet wurde, in dieser Funktion. Ab 1965 bis 1973 war er Mitglied des Bureau de Lecture de Partitions Musicales, eines Gremiums mit derselben Aufgabenstellung. Im September 1961 begann Mihalovici sein letztes musikdramatisches Werk, die Operette Les Jumeaux op. 84, die am 23. Januar 1963 ebenfalls am Staatstheater Braunschweig uraufgeführt wurde.
Erneut wandte sich Mihalovici 1962 einem Text von Beckett zu, dem Hörspiel Cascando, das er Ende des Jahres abschließen konnte, nachdem er die Sommerpause in Ascona (Schweiz) zur Fertigstellung von Les Jumeaux op. 84 verwendet hatte. Das Hörspiel wurde in Paris am 13. Juni 1963 produziert und fand bei Beckett nur begrenzte Zustimmung. Den Sommer 1963 nutzte Mihalovici für die Komposition der Musique nocturne op. 87, eines Auftrags der Festspiele Luzern, und für den Abschluss der Sinfonia cantata op. 88 für Bariton, Chor und Orchester, die am 24. November 1964 in Paris uraufgeführt wurde. Eine weitere Ehrung erreichte ihn in demselben Jahr aus Paris. Er wurde korrespondierendes Mitglied der Académie des Beaux-Arts am Institut de France, was ihn mit Stolz erfüllte.
Nach schwerer Erkrankung von Mihalovici und Haas im Frühling 1965 war es dennoch möglich, bei der wichtigen Produktion von Krapp op. 81 am 25. September 1965 in Berlin teilzunehmen, die allerdings kritisch aufgenommen wurde. Weitere Produktionen dieser Oper erfolgten 1967 in Zürich, 1968 in Paris, 1979 in Darmstadt, 1984 in Oldenburg, 1985 in Madrid und nach Mihalovicis Tod auch in London, Toronto und Prag. Bereits 1966 erreichte Mihalovici der Auftrag für seine Fünfte Symphonie op. 94 direkt vom Ministère des Arts et Lettres, welche die letzte Auseinandersetzung von Mihalovici mit dem Werk Becketts darstellt. Das symphonische Werk mit Sopransolo, dem das Gedicht »que ferais-je sans ce monde sans visage sans questions« zu Grunde liegt, wurde erst 1969 fertig, da Mihalovici in der Nacht vom 6. auf den 7. November 1967 einen schweren Herzinfarkt erlitt und mit der Arbeit aussetzen musste. Die Uraufführung der Fünften Symphonie erfolgte am 7. Oktober 1971 in Bukarest.

### Letzte Werke und späte Ehrungen
Die Verbindungen zur Schweiz intensivierten sich in jener Zeit, als er in Kontakt mit dem Dirigenten und Komponisten Erich Schmid trat, der 1968 das Werk Périples op. 93 uraufführte und 1973 seine Fünfte Symphonie op. 94 für das Schweizer Radio aufnahm. Ab 1969 engagierte sich Mihalovici vermehrt in internationalen Jurys, etwa beim Musikrat der Fondation Prince Pierre de Monaco für die Vergabe des Prix de Composition Musicale Prince Rainier III. de Monaco, wo er bis 1979 Einsitz nahm. 1970 und 1972 reisten Haas und Mihalovici nach Kalifornien, wo Haas Konzerte gab und Mihalovici seinen Bruder Leo besuchte, der in die USA ausgewandert war. Weitere Aufträge des französischen Ministeriums erreichten Mihalovici bis 1975, etwa zu Cantilène op. 100, bevor er 1975 selbst Mitglied der commission des commandes des Ministère des Affaires Culturelles wurde.
Zu einer der letzten großen Orchesterkompositionen von Mihalovici zählt Follia op. 106 (1976), die vom französischen Radio in Auftrag gegeben wurde und Ferdinand Leitner gewidmet ist. Zudem komponierte Mihalovici in jener Zeit auch noch Bühnenmusik, etwa Héracles nach Euripides. 1976 erkrankte Haas schwer und litt bis zu ihrem Tod an einem hartnäckigen Darmleiden. Auch Mihalovici musste verschiedene Operationen über sich ergehen lassen. In den 1980er Jahren entstanden die letzten Werke, etwa das vierte Streichquartett op. 111, Miroir des songes op. 112, Torse op. 113 und Elégie II op. 114. Gegen Ende des Lebens erreichen Mihalovici weitere Auszeichnungen, etwa 1972 der Grand Prix de la ville de Paris und 1979 der Grand Prix der SACEM. Nach einem schweren Verbrennungsunfall von Monique Haas im Jahre 1984 gerieten Mihalovici und Haas in prekäre finanzielle Verhältnisse, die durch eine großzügige finanzielle Zuwendung von Paul Sacher, der als Abgeltung Manuskripte von Mihalovici bekam, gemildert wurde. Nach dem Tod von Mihalovici am 12. August 1985 und von Monique Haas am 9. Juni 1987, die beide im Urnengrab 16083 auf dem Friedhof Père-Lachaise bestattet sind, gelangten große Teile des Nachlasses in die Paul-Sacher-Stiftung nach Basel.